# Pouilley-les-Vignes
Pouilley-les-Vignes ist eine französische Gemeinde mit 2162 Einwohnern (Stand: 1. Januar 2022) im Département Doubs in der Region Bourgogne-Franche-Comté. Sie gehört zum Arrondissement Besançon und ist Mitglied im Gemeindeverband Grand Besançon Métropole. Die Bewohner werden Appuliens und Appuliennes genannt.
Die Gemeinde erhielt 2024 die Auszeichnung „Zwei Blumen“, die vom Conseil national des villes et villages fleuris (CNVVF) im Rahmen des jährlichen Wettbewerbs der blumengeschmückten Städte und Dörfer verliehen wird.

## Geographie
Pouilley-les-Vignes liegt auf 240 m, etwa sieben Kilometer westnordwestlich der Stadt Besançon (Luftlinie). Das Dorf erstreckt sich in der Talmulde der Lanterne in der leicht gewellten Landschaft zwischen den Flussläufen von Doubs im Süden und Ognon im Norden, am Südfuß des Mont.
Die Fläche des 9,34 km² großen Gemeindegebiets umfasst einen Abschnitt südlich des Ognon. Der zentrale Teil des Gebietes wird von der Talniederung der Lanterne eingenommen, die östlich des Dorfes entspringt und für die Entwässerung nach Nordwesten zum Ognon sorgt. Sie wird von mehreren kurzen Seitenbächen gespeist. Im östlichen Gemeindeteil befindet sich der bewaldete Höhenrücken des Mont, auf dem mit 354 m die höchste Erhebung von Pouilley-les-Vignes erreicht wird. Nach Süden erstreckt sich ein schmaler Zipfel des Gemeindeareals auf das nördlich an das Doubstal anschließende Plateau (280 m). Im Westen gehört auch ein Großteil der Waldung Bois du Chanois zu Pouilley-les-Vignes.
Zu Pouilley-les-Vignes gehört der Weiler La Chaille (275 m) auf dem Plateau am Ostrand des Bois de Saint-Claude. Nachbargemeinden von Pouilley-les-Vignes sind Chaucenne, Pelousey, Les Auxons und Miserey-Salines im Norden, Pirey im Osten, Besançon und Serre-les-Sapins im Süden sowie Champvans-les-Moulins und Noironte im Westen.

## Geschichte
Der Ortsname geht vermutlich auf das lateinische Wort populus (Pappel) zurück. Auf dem Mont befand sich eine von Jean de Chalon im 10. Jahrhundert erbaute Burg. Im Mittelalter bildete Pouilley eine Herrschaft, die unter der Oberhoheit des Domkapitels von Besançon stand. Zusammen mit der Franche-Comté gelangte das Dorf mit dem Frieden von Nimwegen 1678 definitiv an Frankreich.

## Sehenswürdigkeiten

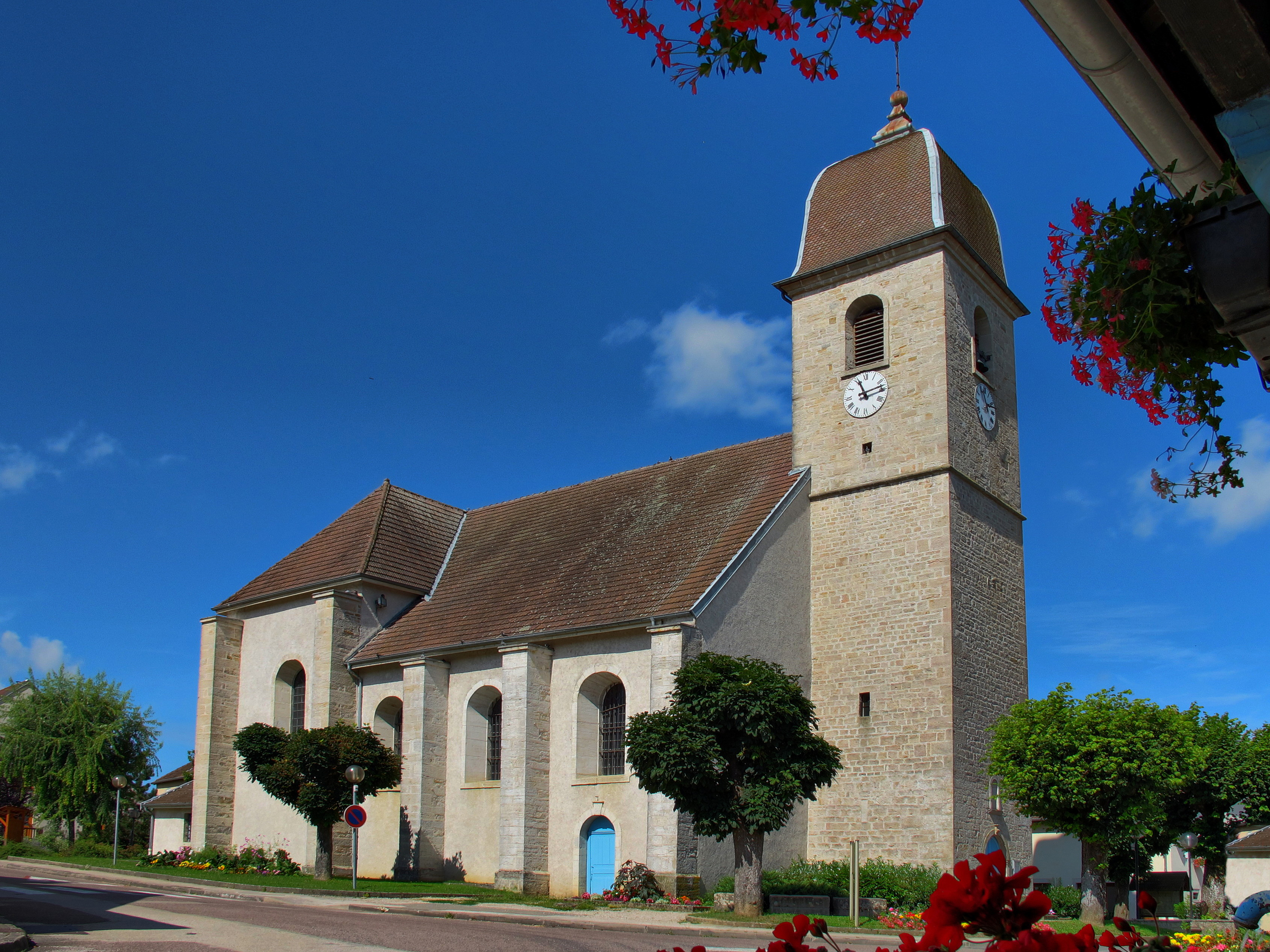
Kirche Saint-Aubin

Die Dorfkirche Saint-Aubin wurde 1757 an der Stelle eines früheren Gotteshauses neu erbaut; der Glockenturm stammt von 1697. Von der ehemaligen Burg sind nur noch wenige Ruinen sichtbar.

## Bevölkerung
| Jahr                       | 1962 | 1968 | 1975 | 1982 | 1990 | 1999 | 2006 | 2016 |
| Einwohner                  | 574  | 729  | 1017 | 1358 | 1707 | 1802 | 1810 | 1967 |
| Quellen: Cassini und INSEE |      |      |      |      |      |      |      |      |

Mit 2162 Einwohnern (Stand 1. Januar 2022) gehört Pouilley-les-Vignes zu den mittelgroßen Gemeinden des Départements Doubs. Nachdem die Einwohnerzahl in der ersten Hälfte des 20. Jahrhunderts stets im Bereich zwischen 400 und 480 Personen gelegen hatte, wurde seit Beginn der 1960er Jahre ein markantes Bevölkerungswachstum verzeichnet. Seither hat sich die Einwohnerzahl mehr als verdreifacht.

## Wirtschaft und Infrastruktur
Pouilley-les-Vignes war bis weit ins 20. Jahrhundert hinein ein vorwiegend durch die Landwirtschaft (Ackerbau, Obstbau und Viehzucht) geprägtes Dorf. Der früher verbreitete Weinbau ist heute auf einige kleine Flächen reduziert. Heute gibt es verschiedene Betriebe des Klein- und Mittelgewerbes. Seit den 1970er Jahren hat sich im Tal der Lanterne nordwestlich des Dorfes eine Gewerbezone entwickelt. Hier haben sich Betriebe der Branchen Werkzeugherstellung und Kunststoffverarbeitung niedergelassen. Daneben gibt es zahlreiche Betriebe des Einzelhandels und einen Supermarkt. Mittlerweile hat sich das Dorf auch zu einer Wohngemeinde gewandelt. Viele Erwerbstätige sind deshalb Wegpendler, die in den anderen Gemeinden der Agglomeration Besançon ihrer Arbeit nachgehen.
Die Ortschaft ist verkehrstechnisch gut erschlossen. Sie liegt an einer Departementsstraße, die von Besançon nach Audeux führt. Der nächste Anschluss an die Autobahn A36, welche das Gemeindegebiet durchquert, befindet sich in einer Entfernung von ungefähr sechs Kilometern. Weitere Straßenverbindungen bestehen mit Pelousey, Miserey-Salines und Franois.